# Elaina Oden
Elaina Oden, née le 21 mars 1967 à Orange, est une joueuse de volley-ball américaine.

## Carrière
Elaina Oden participe aux Jeux olympiques de 1992 à Barcelone et remporte la médaille de bronze avec l'équipe américaine composée de Paula Weishoff, Yoko Zetterlund, Liane Sato, Kimberley Oden, Teee Sanders, Caren Kemner, Ruth Lawanson, Tammy Liley, Janet Cobbs, Tara Cross-Battle et Lori Endicott.